# آنا باربارا
آلتاگراسیا اوگالده موتا (متولد ۱۰ ژانویه ۱۹۷۱)، معروف به آنا باربارا، خواننده و ترانه‌سرای مکزیکی است. او از اولین حضور حرفه ای خود در سال ۱۹۹۴ به یک چهره برجسته در سرگرمی‌های لاتین تبدیل شده‌است و یکی از چهره‌های زن پیشرو در موسیقی مکزیک است. او به دلیل استعداد موسیقی و همچنین جذابیت جنسی اش شناخته شده‌است.
در دو دهه گذشته، باربارا یازده آلبوم استودیویی، هجده آلبوم تلفیقی، بیش از سی موزیک ویدیو و چهار دی وی دی موزیک ویدیو منتشر کرده‌است. او بیش از ۶ میلیون آلبوم در مکزیک، آمریکای مرکزی، آمریکای جنوبی و ایالات متحده فروخته‌است. او همچنین دریافت کننده معتبرترین افتخارات موسیقی لاتین است.
در ژوئن ۲۰۱۰، مجلات تبلوید و برنامه‌های تلویزیونی سرگرمی در مورد شایعات طلاق بین آنا باربارا و پیرو به دلیل خیانت او گمانه زنی کردند. در ۲ ژوئیه ۲۰۱۰، باربارا بیانیه ای را منتشر کرد که در آن پایان ازدواج پنج ساله آنها تأیید شد. ماه‌ها پس از جدایی، او رابطه جدیدی را با مرد تاجر ثروتمند الیاس ساکال تأیید کرد، اما چندین ماه بعد این رابطه پایان یافت.

## فیلم‌شناسی
| سال  | عنوان        | نقش         | یادداشت        |
| ---- | ------------ | ----------- | -------------- |
| ۲۰۰۲ | Todo contigo | آنا باربارا | فیلم تلویزیونی |

| سال  | عنوان                        | نقش              | یادداشت                                             |
| ---- | ---------------------------- | ---------------- | --------------------------------------------------- |
| ۲۰۰۱ | Mujer, casos de la vida real | نقش نامعلوم      | قسمت: "Canto de Sirena"                             |
| ۲۰۰۴ | La escuelita VIP             | آنا باربارا      | اپیزود: "Bienvenida a Ana Barbara" (فصل ۱، قسمت ۱۶) |
| ۲۰۱۱ | Una familia Con suerte       | لورا تورس د لوپز | ظاهر خاص                                            |
| ۲۰۱۳ | Amores verdaderos            | خودش             | مهمان موزیکال                                       |
| ۲۰۱۳ | Marido en alquiler           | خودش             | مهمان موزیکال آهنگ: "یو سویا لا موجر"               |

## دیسکوگرافی
- آنا باربارا (۱۹۹۴)
- La Trampa (1995)
- Ay, amor (1996)
- Los besos no se dan en la camisa (1997)
- Tu decisión (1999)
- Te regalo la lluvia (2001)
- تو آتراپاره. . . باندیدو (۲۰۰۳)
- Loca de Amar (2004)
- No es brujería (2006)
- Rompiendo cadenas (2009)
- یو سویا لا موجر (۲۰۱۴)